# Jojo Brandt

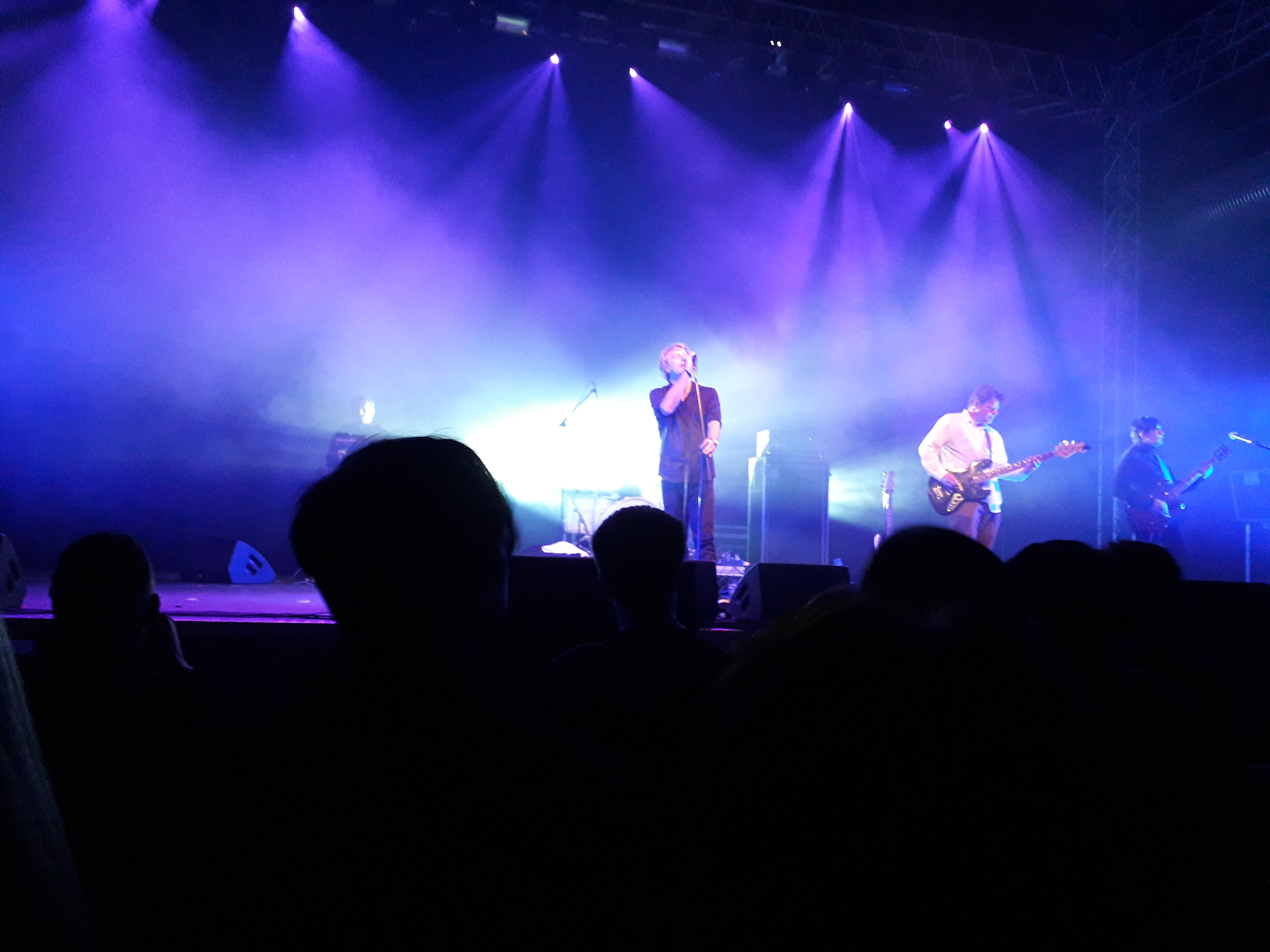
18. Mai 2019: Turbinenhalle Oberhausen: New Waves Day, In2TheSound

„Jojo“ (Joachim) Brandt (* 30. April 1967 in Hildesheim) auch Herr Brandt (Sonnenbrandt, Rohbau) oder Joachim Wasserscheu (Voll Wirksam), ist ein deutscher Musiker, Gitarrist, Keyboarder und Songwriter aus Hamburg. Er ist fester Bestandteil  der Bands The Convent, Rohbau und Days of Sorrow.

## Leben

### Frühe Jahre
Jojo Brandt besuchte von 1973 bis 1974 die Grundschule in Ochtersum (Hildesheim), 1974–1977 die Grundschule und 1977–1979 die Orientierungsstufe in Selsingen. 1979–1987 war er am St.-Viti-Gymnasium in Zeven. 1988–1991 betrieb er zusammen mit André Grafert und Pino (Peter) Redemund das Electro-Wave-Projekt Liquid Dreams.

### The Convent
Carlo van Putten kennt Jojo Brandt seit 1981 privat, da dieser damals auch in Zeven lebte. 1984 engagierte der Vater von Jojo Brandt van Putten als Sänger für seine Progressive Rockband Blackout.
1986 begründete van Putten die Postpunkband The Convent mit, bei der nun wiederum 1991 Jojo Brandt einstieg. Die Band hatte zu diesem Zeitpunkt bereits zwei Singles veröffentlicht, und eigentlich war Jojo als Ersatz für Florian Bratmann (1996 bis 2002 bei Wolf Maahn) am Keyboard vorgesehen gewesen.
Die Band plante sich nunmehr musikalisch mehr an den Chameleons zu orientieren, und so wurde aus dem Keyboard die Gitarre, obwohl Frank Belau noch zur Besetzung gehörte. Dieser wurde dadurch eher zum Rhythmus-Gitarristen der Band, obwohl es diese strikte Aufteilung zwischen Lead und Rhythmus – genau wie beim englischen Vorbild – nicht geben sollte.
Die Orientierung an der englischen Band hatte auch konkrete Hintergründe und mündete darin, dass der Bandleader Mark Burges Teile des ersten Convent-Albums (1993) Counting the Stars und das komplette zweite Album (1994) Tales from the Frozen Forest produzierte. Mitproduzent war neben Rolf Kirschbaum (Pachinko Fake) immer auch Jojo Brandt.
The Convent hatten 1995 Paul Roland als Supporter gewonnen, der jedoch ungeplant ohne Band antrat. Jojo Brandt sprang deshalb im Vorprogramm unterstützend ein, was dazu führte, dass Paul Roland das CD-Album Live In Germany (1995) Jojo Brandt widmete.

“This album is affectionately dedicated to Jojo [Brandt].”

„Dieses Album ist herzlichst Jojo [Brandt] gewidmet.“

The Convent trat in dieser Zeit ohne eigenständigen Keyboarder auf. Aus diesem Grund taucht in der Widmung des Live-Albums von 1998 auch keiner auf, da Jojo Brandt bei den Live-Auftritten nur sporadisch die Gitarre für das Keyboard zur Seite legen konnte. Bei den entsprechenden Studioaufnahmen des Zeitraums spielte er das Instrument komplett ein, bis 1999 Stefan Bonhorst zur Band kam.

### Adrian Borland
Aus dem Plan den Song Winning von The Sound zu covern, entstand ein enger Kontakt der Band zu Adrian Borland, der zum Dauerstammgast bei Auftritten wurde und den Song gleich selber mitsang. Es kam zur Gründung des Projekts White Rose Transmission, welches von van Putten auch nach dem Tod von Borland 1998 weitergeführt wurde und bei dem auch die Convent-Mitglieder öfters eingespannt wurden. So spielte Jojo Brandt auf dem Album vom 1995 beim Stück Silver Age einen E-Bow.

### Sonnenbrandt
Nach einer längeren Tour 2002 lösten sich The Convent zwar nicht auf, die einzelnen Mitglieder gingen aber ihren eigenen Projekten nach. Jojo Brandt (als „Herr Brandt“), seine damalige Ehefrau Sonja („Sonne“) und Stefan Bornhorst (als „Kpt Korg“) engagierten sich ab 2003 unter dem Bandnamen Sonnenbrandt, veröffentlichten 2008 ihr Debütalbum Gestern und wurden Teil der Die Funkhausgruppe. Brandt wirkte auch etwa 2014/15 bei der Shoegazing-Band Seasurfer.
Ab 2016 gingen dann The Convent wieder verstärkt auf Tour und tritt bis heute auf entsprechenden Events der Postpunk-Szene auf.

### In2TheSound
Jojo Brandt gehörte auch zur Besetzung von In2TheSound. Über den Film Walking in the Opposite Direction – Doku über The Sound & Adrian Borland war es zum Kontakt mit dem Original-Drummer Mike Dudley gekommen. Da einer der letzten Live-Auftritte von Borland 1994 in Osterholz-Scharmbeck im Kulturzentrum Kleinbahnhof (KUZ) zusammen mit The Convent stattgefunden hatte, wurde zu Ehren von Borland am 28. April 2018 an dem Spielort von 1994 in einem benachbarten Kino (Oscar) die Dokumentation als Deutschlandpremiere gezeigt; im Anschluss spielte Mike Dudley, mit den Musikern von The Convent zur Erinnerung wieder im KUZ.
Es folgten weiter Auftritte, bald dann unter dem Namen In2TheSound. Die Besetzung veränderte sich, Jojo Brandt blieb Gitarrist dieser Tribute-Band; die weiterhin auftrat; u. a. am 13. August 2023 in Italien als Vorgruppe von The Sisters of Mercy auf dem Cinzella Festival in Grottaglie (Provinz Tarent). Anfang Dezember 2024 gab Mike Dudley auf Facebook bekannt, aus gesundheitlichen Gründen nicht mehr am Schlagzeug sitzen zu können; womit das Projekt In2TheSound offiziell beendet wurde.

### Rohbau
Die in Deutsch singende Metallband Rohbau aus Hamburg, die sich 1995 gegründet hatte, verkündete am 30. Juni 2022 auf ihren Facebook-Seite neue Aktivitäten; darunter den Beitritt neuer Musiker. Am 21. Oktober 2022 wurde die Aufnahme von Herrn Brandt (alias Jojo Brandt) bestätigt und eine Tour angekündigt.

### Days of Sorrow
Am 19. Oktober 2024 verkündete die Band Days of Sorrow auf Facebook den Beitritt von Jojo Brandt. Die deutsche Postpunk-Band war Anfang der 1980er Jahre in Dortmund gegründet worden und gab außerdem die anstehende Veröffentlichung der EP No Fear bekannt, an der Jojo bereits mitgewirkt habe. Die Veröffentlichung erfolgte am 22. November 2024 und die Band ging mit Jojo Brandt auf Tour.

### Sonstiges
- Jojo Brandt ist (u. a. neben Volker Kindt) Mitglied des Damaged Goods Teams, das u. a. das gleichnamige Damage Goods Festival in Hamburg organisiert.[2]
- In der ersten Folge der Kinder-Hörspiel-Serie Andi Meisfeld (Andi Meisfeld und das Termitenkopftrio) von 2007 verleiht Jojo Brandt dem 2. Termitenkopf[14], in der vierten Folge (Andi Meisfeld und die Stadt am Meer) dem Erpresser[15] seine Stimme.
- Seit 2019 ist Jojo Brandt ehrenamtlich an jedem ersten Freitag eines Monats bei FSK Radio Hamburg mit der Sendung No Fish on Friday auf Sendung, in welcher 1980er-Post-Punk den Schwerpunkt bildet.[16][2]
- 2020: Sowas Von Egal. 2, German Synth Wave Underground 1981–1984; Label Bureau B – BB 356; mit Marco Flöss und Volker Kindt hat Jojo Brandt die 16 Stücke des Samplers zusammengestellt.[17]

## Diskografie
- The Convent; siehe The Convent

### Single/Maxi/EP
- 2004: Sonnenbrandt: A-Seite: Urlaubsgruß mit Sonnenbrand(t); Enweder Oder Entweder; B-Seite: Lüdenscheid; Shmoockhalftslumbpa; Label:NLW (NLW004), Hertz-Schrittmacher (HERTZ 005). Jojo Brandt („Herr Brandt“), Gesang: Sonja Brandt („Sonne“) und Keyboard: Stefan Bornhorst („Kpt Korg“); Die Single wurde im Original mit einem Beutel Sand und einer Schwimmkappe ausgeliefert.
- 2004: Sonnenbrandt: Urlaubsgruß mit Sonnenbrandt; CD und Maxi; NLW (NLW08), zusätzlich zur Single ist das Stück Radio enthalten; Urlaubsgruß mit Sonnenbrand(t) wird als 17-cm-Mix deklariert. (Anspielung auf 7″-Vinyl-Single = 17,78 cm; tatsächlich 17,5 cm)
- 2006: Sonnenbrandt: A-Seite: Komm, Wir gehn Nach Hollywood; B-Seite: Rotes Telefon; NLW (NLW08)
- 2024: Days Of Sorrow – No Fear: A-Seite: No Fear, War24; B-Seite: Tears, Moral Vertigo; EP-Release 22. November 2024, Label Days of Sorrow, DoS005

### Alben
- 2008: Sonnenbrandt: Gestern; Anna Logue RecordsLP (anna019); Guitarre und Gesang: Jojo Brandt („Herr Brandt“), Gesang: Sonja Brandt („Sonne“) und Keyboard: Stefan Bornhorst („Kpt Korg“)
- 2015: Seasurfer: Live in the Headlights; neben Dirk Knight (alias Dirk Ritter), spielt bei diesen Live-Aufnahmen auch Jojo Brandt E-Gitarre.
- 2018: In2TheSound: Commotion and Style (Sireena Records); Die Live-Aufnahme wurde von Raymond Hassfeld abgemischt; CD-Release 23 August 2018 (SIR 2201); sie wurde als limitiertes Vinyl-Album (SIR 4061) am 26. Juli 2019 veröffentlicht; Line-Up: Carlo van Putten, Jojo Brandt, Stefan Bornhorst, Carsten Lienke, Mike Dudley an den Drums. Erster öffentlicher Auftritt dieser Formation. Als Zugabe wurde Heartland wiederholt, da noch keine weiteren Stücke erprobt waren.[5]

### Sampler / Kompilationen
- 2006: Slippenbekenntnisse; LP; Label: Hertz-Schrittmacher (HERTZ 015); Track B3: Sonnenbrandt: Kunstkopf.[18]
- 2006: Hamburg Hit-News (Various Artist): Track 1: Sonnenbrandt: Herz aus Gold; Track 4: Voll wirksam (als Joachim Wasserscheu): Rosa Unterrock (Voll wirksam war die erste Band von Jojo Brandt, da es aber weder offizielle Auftritte noch Veröffentlichungen gab, wurde hier per Neueinspielung nach 25 Jahren nachgeliefert.)[18]
- 2008: Classic Electro: CD; Electro Emotion Records; Track 10: Sonnenbrandt – Entweder Oder (Weltklang Remix).[18]
- 2009: Darkness Before Dawn Volume 1; Doppel-CD; UpScene (931362); Track 2-13: Sonnenbrandt: Rotes Telefon.[18]
- 2009: Minimal Baby II; CD mit Bonus-CD, SkullLine; Track-Bonus-CD 3: Sonnenbrandt: Heart of Glass.[18]
- 2010: The Anna Logue Years – Fifth Anniversary Compilation; Doppel-CD;Anna Logue Records; Track 2-3: Sonnenbrandt: Discolied; mastering engineer war Stefan Bonhorst, der als The Silicon Scientist[8] auch drei eigene Stücke auf dem Sampler veröffentlicht hat.[18]
- 2020: Tom „The Perc“ Redecker: The Electric Family: Echoes Don’t Lie: u. a. mit Rolf Kirschbaum, Harry Payuta, Roman Bunka, Marlon Klein (Dissidenten), Milla Kapolke (Green, ex-Grobschnitt), Ralf Möller (Extrabreit, Green, ex-Grobschnitt), Jojo Brand (The Convent); Sireena Records.

### Sonstiges
- 1995: Paul Roland: Live in Germany 1995; Bei drei Songs (Alice’s House, Gabriele, Gary Gilmore’s Eyes) unterstützte Jojo Brandt mit seiner E-Gitarre, weshalb die Platte ihm gewidmet wurde.
- 2019: No More: 123456789; Remix von Jojo Brandt und baze.djunkiii (alias Andreas Rathmann); gefärbtes Vinyl, Single-Sided; Label: (STUTE001)